# O’Connell Bridge
O’Connell Brigde (irl.: Droichead Uí Chonaill) – most drogowy nad rzeką Liffey w Dublinie łączący ulice O’Connell Street i D'Olier Street.

## Historia

### Carlisle Bridge
Pierwszy most został zaprojektowany przez Jamesa Gandona jako most wypukły. Wybudowano go w latach 1791–1794 i nazwano Carlisle Bridge na cześć Fredericka Howarda, hrabiego Carlisle. Most miał  64 m długości i 12 m szerokości. W 1792 roku otwarto go dla pieszych i w 1794 dla powozów. Już w 1818 wymagał napraw i nazywany był „najbardziej niebezpiecznym mostem w imperium”.

### Przebudowa
Ponieważ most nie tylko był zniszczony, ale też zbyt wąski, w 1877 roku podjęto decyzję o przebudowie. Projekt przygotował irlandzki architekt Bindon Blood Stoney. Most miał być podobny do starego, ale został poprawiony przez likwidację wypukłości mostu i poszerzenie do 50 metrów. Zostały zachowane trzy łuki starego mostu, ale Stoney zmienił je z półokrągłych na półeliptyczne. Do budowy podobnie jak Gandon wybrał wapień portlandzki i granit. Most ma powierzchnię zbliżoną do kwadratu (45m×50m). Przebudowę rozpoczęto od zbudowania dwóch nowych części po obu stronach starego mostu, który następnie zburzono i zastąpiono nową częścią centralną.

#### O'Connel Brigde
Most został otwarty w sierpniu 1880 roku. Po remoncie zmieniono też nazwę na O’Connell ku czci Daniela O’Connella. Zworniki na środkowych łukach zostały wykonane według projektu Charlesa V. Harrisona i przedstawiają symbol rzeki Liffey, która patrzy na zachód i Atlantyk spoglądający na wschód w kierunku morza.

## Przypisy

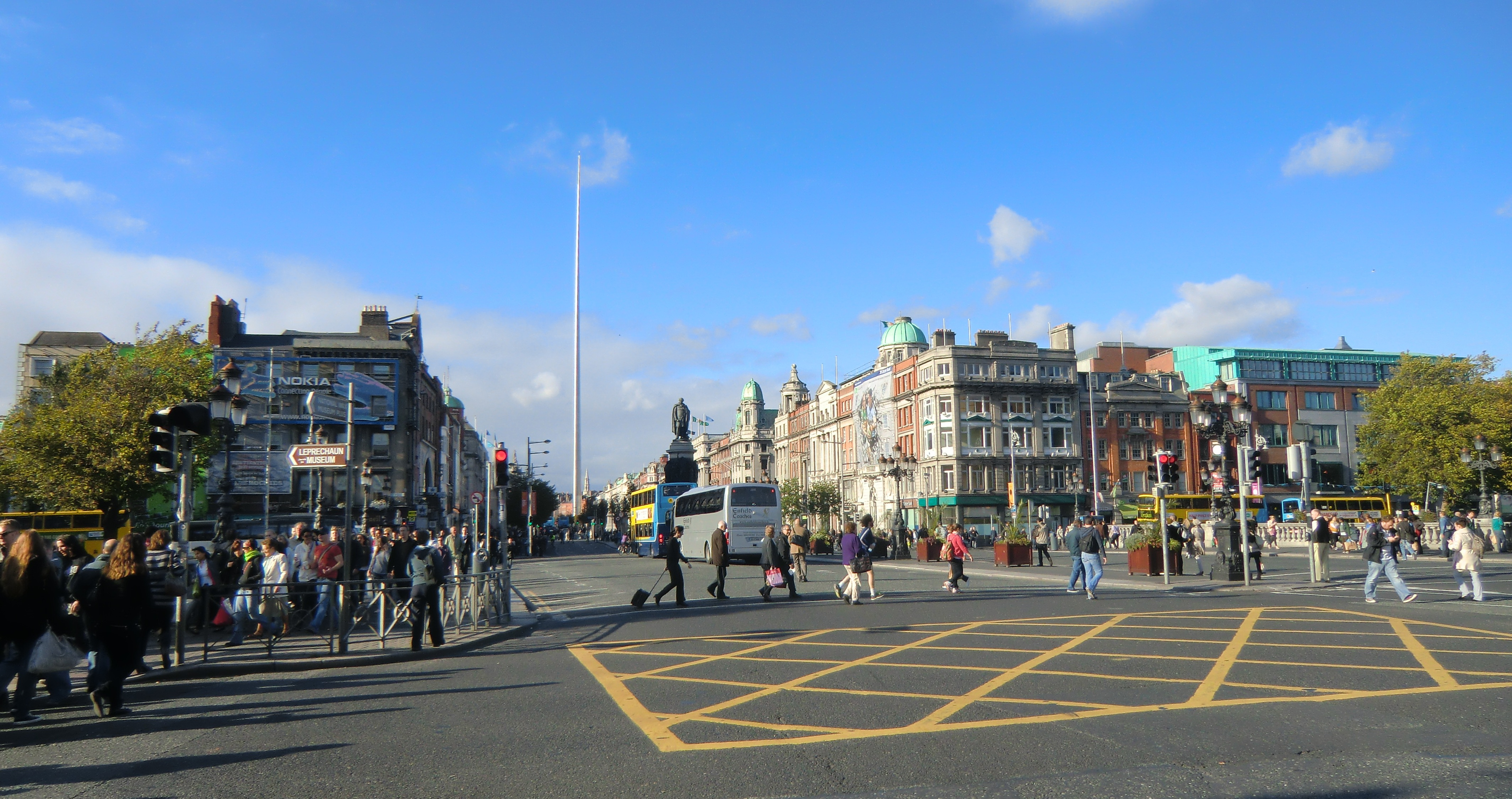
O’Connell Bridge w kierunku północnym. W tle widoczna Spire of Dublin